# Лиман (озеро, Харківська область)
Лиман — заплавне озеро в Україні, в межах Чугуївського району Харківської області. 
Найбільше озеро Харківської області.

## Розташування
Озеро розташоване в південно-західній частині Чугуївського району, за 60 км від Харкова, між селом Лиманом, смт Слобожанським (прилягають до озера з півночі) та смт Андріївкою (з південного сходу). З півдня до озера прилягає лісовий масив «Андріївський бір».

## Опис
Озеро утворилось у давнину на місці стариці річки Сіверського Донця, яка нині протікає на кілька кілометрів південніше. У природному стані довжина озера становила 7,5 км, пересічна ширина 3 км, площа 16 км², пересічна глибина 2 м. Зі спорудженням Зміївської ТЕС улоговина Лиману зазнала значних змін і тепер воно використовується як охолоджувач електростанції. Низькі береги подекуди обваловані. Взимку озеро замерзає, крім ділянок, де скидають теплі води станції. Дно піщане, замулене. Спостерігається інтенсивний розвиток фіто- і зоопланктону. На берегах місцями облаштовано зони відпочинку.